# 消防庁長官表彰国際協力功労章
国際協力功労章(しょうぼうちようちようかんひようしょうこくさいきょうりょくこうろうしよう)は、日本の消防庁長官が功労ある消防吏員または総務省消防庁職員を表彰するために授与する表彰記章のこと。消防に関する表彰としては勲章・褒章などの栄典に準じ、最も栄誉あるもののひとつである。
当該記章は、総務省消防庁が定める消防表彰規程（昭和37年消防庁告示第1号）第4条第1項第6号及び第7項を根拠規定とし、国際緊急援助隊の派遣に関する法律に基づく国際緊急援助活動又は災害における消防活動に従事し、その功労顕著な者、国際緊急援助活動等に従事し、その職務遂行中死亡した者、国際協力のために海外に派遣され、他の模範として推奨すべき功績があった者などがその表彰対象である。同国際協力功労章は消防庁長官名により授与することを明記した章記とともに授与される。
当該記章は受章者本人のみが佩用することが出来、遺族はそれを保存することができる。また、受章者が禁固以上の刑罰または懲戒免職を受けた場合、消防庁はこれを返納させることができる。

## 類似の表彰記章
- 消防庁長官表彰功労章
- 消防庁長官表彰顕功章
- 消防庁長官表彰功績章
- 消防庁長官表彰永年勤続功労章
- 消防庁長官表彰特別功労章